# Samuel Barber
Samuel Osmond Barber II (ur. 9 marca 1910 w West Chester w Pensylwanii, zm. 23 stycznia 1981 w Nowym Jorku) – amerykański kompozytor.

## Życiorys
Zaczął komponować już w wieku 7 lat. Studiował w Filadelfii i w Rzymie. Komponował opery, muzykę symfoniczną i kameralną. Jako nastolatek poznał Giana Carla Menottiego, który stał się jego partnerem życiowym, z którym obok relacji osobistych łączyły go również zawodowe.

## Twórczość
W swej twórczości potrafił w harmonijny sposób połączyć wiele różnych gatunków muzycznych, takich jak jazz czy muzyka okresu romantyzmu. Był laureatem wielu nagród.
Wybrane kompozycje:
- uwertura The School for Scandal (opus 5, 1931 r.)
- Cello Sonata (opus 6, 1932 r.)
- Music for a Scene from Shelley (opus 7, 1933 r.)
- Adagio for Strings (opus 11a, 1936 r.)
- Piano Sonata (opus 26, 1948 r.)
- opera Vanessa (opus 32, 1957-1958)